# Ten zatracený případ v Kosí ulici
Ten zatracený případ v Kosí ulici (Quer pasticciaccio brutto de via Merulana) je román italského spisovatele Carla Emila Gaddy, který je považován za jeho vrcholné dílo. Román vycházel nejprve v letech 1946–1947 na pokračování v časopise Letteratura. Knižní vydání románu z roku 1965 pak přineslo Gaddovi mezinárodní slávu a zařadilo jej mezi takové literární novátory, jako byl James Joyce, Franz Kafka, Marcel Proust nebo Robert Musil.

## Obsah románu
Román se odehrává v Římě roku 1927, tedy v době, kdy byl v Itálii již u moci fašistický diktátor Benito Mussolini. Hlavní postavou příběhu je pětatřicetiletý komisař Francesco Ingravallo, jeden z nejmladších a zároveň také závistí ostatních nejvíc pronásledovaný pracovník pátracího oddílu pohotovostí policie (dostal se ke každému případu, jako by byl všudypřítomný). Proto mu všichni začali časem říkat don Ciccio, podle hlavy jednoho klanu sicilské mafie.
Samotný autor tvrdil o tomto svém díle, že se jedná o detektivní román, protože Ingravallo je pověřen vyšetřováním dvou zločinů, které se odehrály v rozpětí tří dnů v domě jeho přátel v Kosí ulici. Prvním je okradení bohaté benátské aristokratky paní Menegazziové o velmi drahé šperky, druhým je vražda rovněž bohaté Liliany Balducciové. Ve skutečnosti příběhu chybí tolik základních prvků detektivního žánru, že je literární kritikou označován za "antidetektivní". Gadda se snaží odhalit samou podstatu zločinu, který je tragédií nejen pro oběť, ale i pro pachatele, jehož identitu se čtenář s jistotou nedozví, takže je konec příběhu otevřený román působí nedokončeným dojmem. Velkou roli v románu hraje také jeho jazyková složka, ve které se střetávají různé vrstvy: argot, salónní mluva, suchý úřední jazyk, lyrické pasáže i různá italská nářečí.
Ve skutečnosti je román jakýmsi podobenstvím, jehož hlavním tématem je fašistický režim. Pomocí grotesky, filozofických i politických úvah i freudovských psychoanalýz se Gadda snaží odhalit podstatu a příčiny vzniku tohoto režimu a zobrazit jej očima fašismem ještě nenakažených jedinců.

## Filmové adaptace
- Un maledetto imbroglio (1959, Zatracený malér), italský film podle románu Ten zatracený případ v Kosí ulici, režie Pietro Germi, v hlavních rolích Pietro Germi, Claudia Cardinalová a Franco Fabrizi.
- Quer pasticciaccio brutto de via Merulana (1983), čtyřdílný italský televizní film, režie Piero Schivazappa.
- Quer pasticciaccio brutto de via Merulana (1996), italský televizní film, režie Giuseppe Bertolucci.

## Česká vydání
- Ten zatracený případ v Kosí ulici, SNKLU, Praha 1965, přeložil Zdeněk Frýbort.